# Aphanopus microphthalmus
Aphanopus microphthalmus är en fiskart som beskrevs av Norman, 1939. Aphanopus microphthalmus ingår i släktet Aphanopus och familjen Trichiuridae. Inga underarter finns listade i Catalogue of Life.